# Lannegrasse
Lannegrasse est une ancienne commune française du département des Pyrénées-Atlantiques. En 1833, la commune fusionne avec Lespielle et Germenaud pour former la nouvelle commune de Lespielle-Germenaud-Lannegrasse. Cette dernière prendra le nom de Lespielle le 25 août 1978.

## Géographie
Lannegrasse est un village du Vic-Bilh, situé au nord-est du département et de Pau.

## Toponymie
Le toponyme Lannegrasse apparaît sous les formes 
Villa quœe Lanagrassa vocatur (XIe siècle, cartulaire de l'abbaye de Saint-Pé), 
Lane-Grasse (1385, censier de Béarn), 
Lanegrace (1538, réformation de Béarn) et 
Lannegrace (1793 ou an II).

## Histoire
Paul Raymond note qu'en 1385, Lannegrasse comptait six feux et dépendait du bailliage de Lembeye. Lannegrasse était une dépendance du marquisat de Gassion.

## Démographie
| 1793 | 1800 | 1806 | 1821 |
| ---- | ---- | ---- | ---- |
| 197  | 105  | -    | 100  |

## Culture locale et patrimoine

### Patrimoine religieux
Lannegrasse possédait une église (Notre-Dame) qui fut détruite en 1899. Une nouvelle église (Saint-Denis) fut alors construite à Lannegrasse entre 1902 et 1907. Celle-ci recèle des objets inscrits à l'inventaire général du patrimoine culturel.

## Pour approfondir